# Vitória de Santo Antão (tiểu vùng)
Vitória de Santo Antão là một tiểu vùng thuộc bang Pernambuco, Brasil. Tiều vùng này có diện tích 929 km², dân số năm 2007 là 201649 người.